# Mních (1110 m)
Mních (1110 m) – wznoszący się nad Zubercem szczyt, który według słowackiej regionalizacji geograficznej należy do Skoruszyńskich Wierchów. Według regionalizacji Jerzego Kondrackiego Skoruszyńskie Wierchy zaczynają się dopiero po północnej i wschodniej stronie Orawicy. 
W południowo-zachodnim kierunku Mních sąsiaduje ze szczytem Machy (1202 m). Na szczycie Mnícha grzbiet łukowato zakręca. Południowo-wschodnie i północno-wschodnie jego stoki opadają do doliny Zuberskiej Wody i doliny Zimnej Wody Orawskiej, stoki południowo-zachodnie do doliny potoku o nazwie Malý potok. Mních wznosi się nad trzema miejscowościami: Zuberzec, Habówka i Oravský Biely Potok. Od strony tych miejscowości odkryte tereny pól (łąki) wysoko wznoszą się na jego zbocza. Duża część tych łąk już nie jest użytkowana, wskutek czego łąki stopniowo zarastają lasem. Dawniej pola były również na jego stokach opadających do doliny potoku Malý potok. Już zarosły lasem, ale są zaznaczone na starych mapach i na zdjęciach mapy satelitarnej można je jeszcze rozróżnić. Grzbietem i przez szczyt Mnícha biegnie szlak turystyczny.
Na zboczach Mnícha są aż cztery stacje wyciągów narciarskich. W Zubercu są dwie kilkuwyciągowe stacje: Lyžiarske stredisko Milotín i Lyžiarske stredisko Janovky. Habówka ma na zboczach Mnícha dwa wyciągi narciarskie. Jeden z nich to Lyžiarske stredisko Ruba.

## Szlaki turystyczne
czerwony: Oravský Biely Potok – Mních – Machy – Prieková – Kopec – Małe Borowe

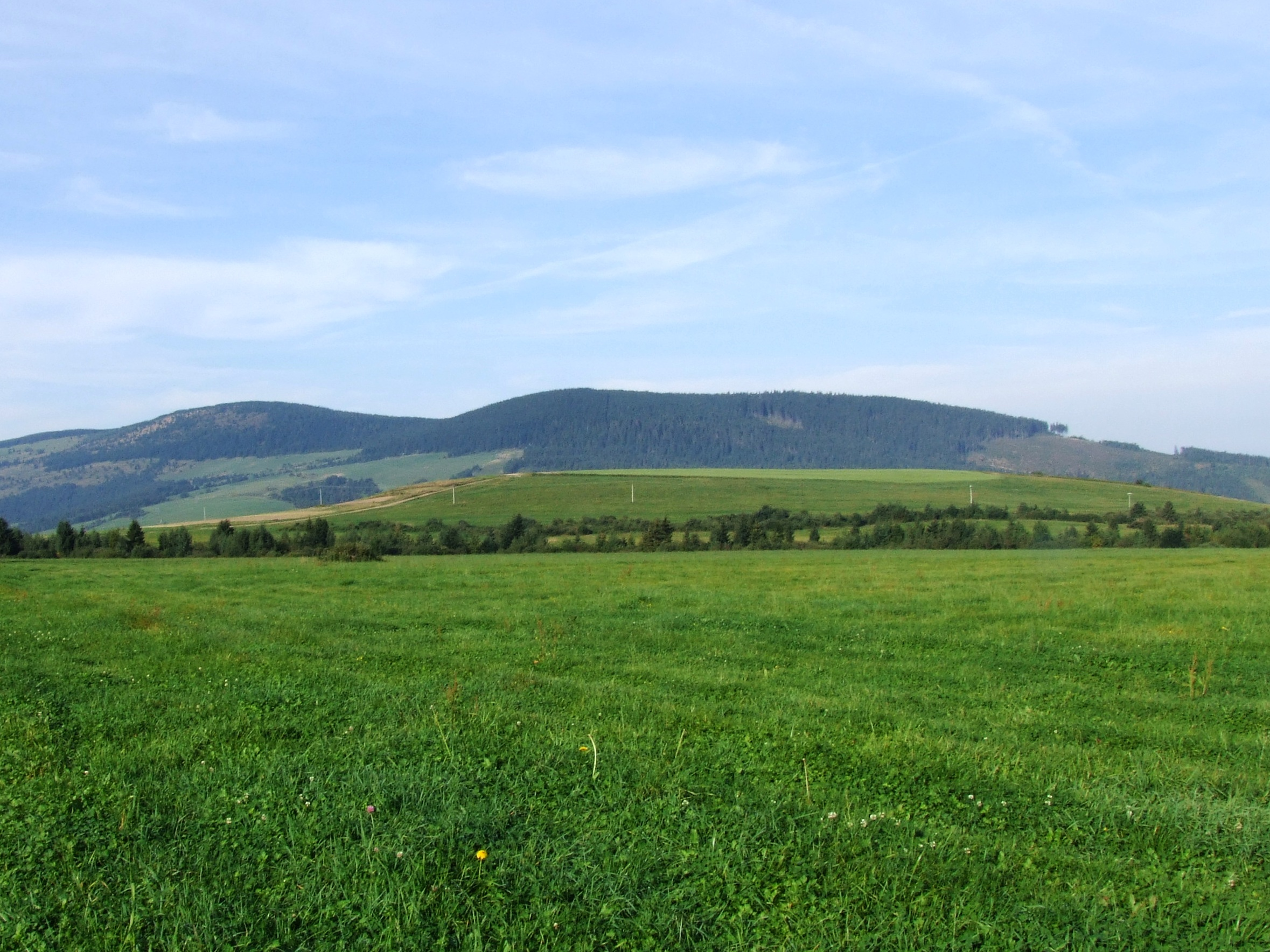
Machy i Mních. Na dole wzgórze Hotar